# Lo La Chapelle
Eloi Hubert La Chapelle, dit Lo La Chapelle (22 juin 1888 à Buitenzorg à l'époque aux Indes orientales néerlandaises et aujourd'hui en Indonésie, et mort le 23 juillet 1966), est un footballeur international néerlandais, qui évoluait au poste de gardien de but.

## Biographie

### Carrière en club
Il passe l'intégralité de sa carrière de joueur au VV La Haye. Avec ce club, il est sacré champion des Pays-Bas en 1907.

### Carrière en sélection
Il dispute un match en faveur de la sélection néerlandaise. Il s'agit d'une rencontre amicale face à l'Angleterre jouée le 21 décembre 1907 à Darlington.
Il fait partie des joueurs réservistes de la sélection néerlandaise lors des Jeux olympiques de 1908, compétition lors de laquelle son équipe remporte la médaille de bronze.

## Palmarès
| VV La Haye - Championnat des Pays-Bas (1) : - Champion : 1906-07. |  | Pays-Bas - Jeux olympiques d'été : - Bronze : 1908. |